# Entedon isander
Entedon isander är en stekelart som beskrevs av Walker 1848. Entedon isander ingår i släktet Entedon och familjen finglanssteklar. Inga underarter finns listade i Catalogue of Life.